# Shropham
Shropham – wieś w Anglii, w hrabstwie Norfolk, w dystrykcie Breckland. Leży 30 km na południowy zachód od Norwich i 132 km na północny wschód od Londynu. Miejscowość liczy 351 mieszkańców.